# Heilige-Familiekerk (Duinbergen)

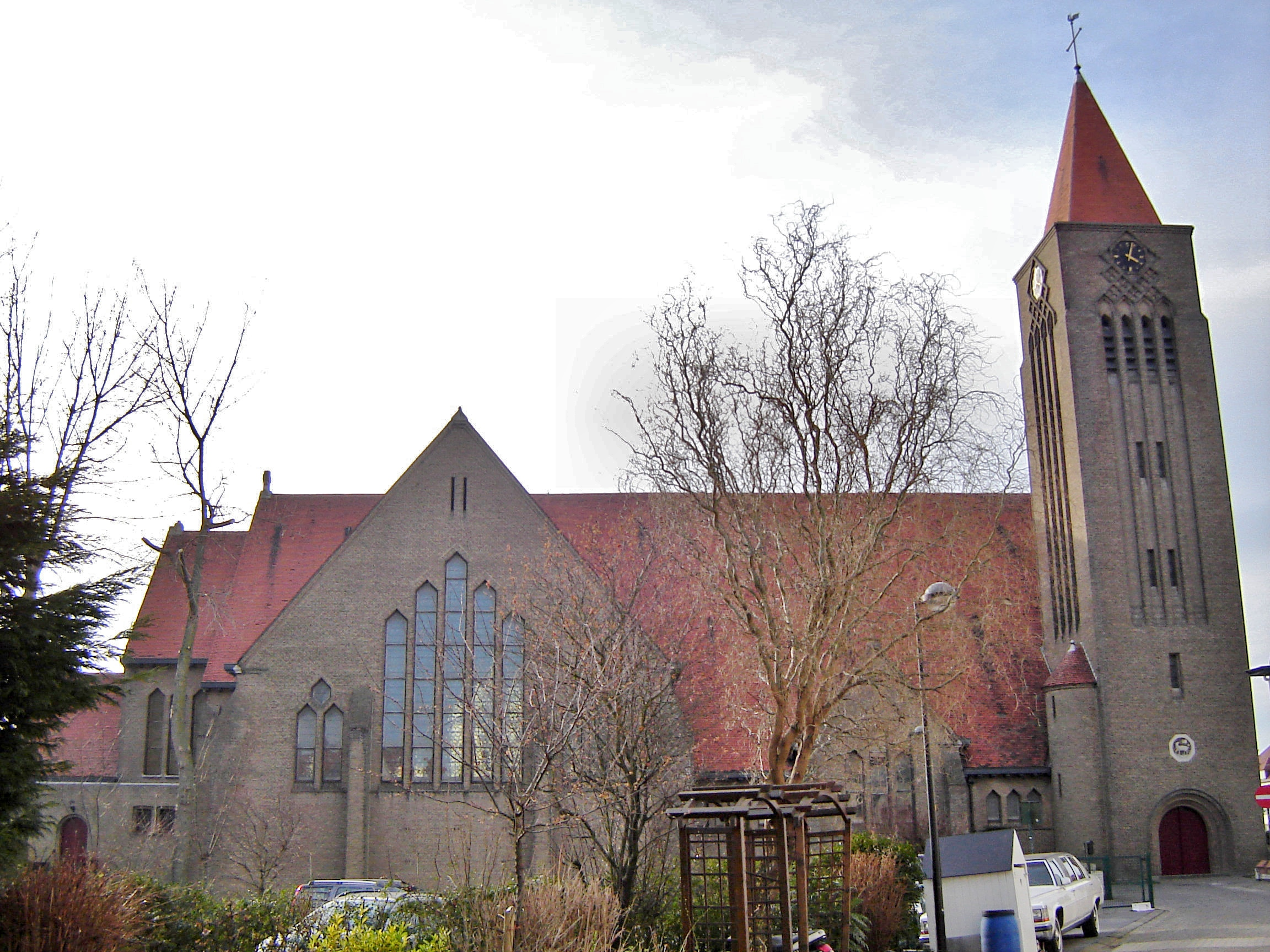
Heilige-Familiekerk

De Heilige-Familiekerk is de parochiekerk van de tot de West-Vlaamse gemeente Knokke-Heist behorende plaats Duinbergen, gelegen aan de Elisabethlaan.
De kerk werd in 1939 gebouwd naar ontwerp van Jozef Viérin, Luc Viérin en Jules Gunst. Het is een bakstenen kerkgebouw in moderne gotiek met art-deco-achtige elementen. Het betreft een kruiskerk met een naastgebouwde forse toren op vierkante plattegrond, gedekt door een tentdak. Boven het ingangsportaal bevindt zich een soort roosvenster in geometrische vormen.
De kruiswegstaties zijn uitgevoerd in terracotta.